# Stávros Niárchos
Pour les articles homonymes, voir Stavros S. Niarchos.
Stávros Spýros Niárchos (en grec : Σταύρος Σπύρος Νιάρχος), né le 3 juillet 1909 à Athènes, mort le 16 avril 1996 à Zurich, est un armateur grec, connu pour avoir lancé le premier superpétrolier. Personnalité de la vie mondaine internationale, parfois surnommé The Golden Greek, « le Grec en or », il possédait une importante collection d'œuvres d'art et a fondé une écurie de chevaux de course. Il créa les chantiers de construction et de réparation navale de Skaramangas, à l'ouest d'Athènes, qui comptent parmi les plus importants de Méditerranée.

## L'armateur
Né en Grèce à Athènes, il est le fils de Spýros Niárchos et d'Evgenía Koumandárou. Ses parents naturalisés américains ouvrent un magasin dans la ville de Buffalo avant de revenir en Grèce trois mois avant sa naissance. Stávros Niárchos étudie le droit à l'université d'Athènes puis travaille dans l'entreprise de sa famille maternelle, dédiée au commerce du blé qu'elle importe d'Argentine. Durant cette période, il s'intéresse à l'armement de navires et convainc les Koumandaros que leur firme pourrait faire de plus grands profits sur le coût du fret, si elle possédait les bateaux qu'elle utilise. Avec ses oncles, il achète sept cargos à des prix sous-évalués, consécutifs à la crise de 1929. C'est l'embryon d'une flotte de transport qu'il ne cesse ultérieurement d'agrandir, chaque fois que possible, par l'acquisition des plus grands navires disponibles.
Il participe en tant qu'officier à la Seconde Guerre mondiale, durant laquelle six de ses bateaux sont détruits, sur quatorze. Les deux millions de dollars versés par les assurances lui servent à fonder une compagnie internationale d'armement, Niarchos Ltd, qui rachète à bas prix nombre de cargos Liberty ships et tankers T2 produits en masse durant la guerre. Niarchos Ltd lance en 1952 le premier supertanker du monde, capable de transporter d'importantes quantités de pétrole, précédant de peu la compagnie concurrente d'Aristote Onassis qui fera de même. En 1956, la crise de Suez accroissant la demande internationale en bateaux de fort tonnage, Stávros Niárchos devient milliardaire en dollars. Cette même année, sa flotte est considérée comme la plus importante du monde, avec soixante navires totalisant deux millions de tonnes : il fait la couverture de Time.
En 1960, il est accusé par la presse britannique de servir les intérêts communistes. Cette accusation est reprise par les médias européens et américains, ce qui amène la compagnie Niarchos Ltd à poursuivre ses détracteurs, obtenant gain de cause en justice.
Le nombre de bateaux de la flotte Niárchos se monte à quatre-vingt-huit unités en 1966. À la suite de la crise pétrolière de 1973, Stávros Niárchos en revend cependant la plus grande partie et se lance dans les finances et le commerce de diamants. À compter des années 1980, il vit de plus en plus souvent à Genève, en Suisse, d'où il dirige ses affaires, puis fait de sa propriété de Saint-Moritz sa résidence principale.
Il meurt à Zurich le 16 avril 1996 et est enterré au cimetière de Lausanne. À son décès, sa fortune est estimée à 5 milliards de dollars. Il a légué 20 % de cette fortune à la Fondation Stávros-Niárchos qui finance des projets dans les domaines de l'art, de la culture, de l'éducation, de la santé et de la sécurité sociale, la moitié d'entre eux devant se situer en Grèce. 
Les activités maritimes du groupe Niarchos Ltd se poursuivent sous la direction de trois de ses enfants et de son neveu.

## Le collectionneur
La collection réunie de son vivant par Stávros Niárchos couvre tous les domaines : mobilier, objets d'art, orfèvrerie, dont la collection Puiforcat qu'il offre en totalité au musée du Louvre, et également des tableaux. En 1956, il fait l'acquisition de l'importante collection de l'acteur Edward G. Robinson : cinquante-huit peintures impressionnistes et une sculpture de Degas. Il enrichit cette collection d'œuvres de Corot, Renoir, Degas, Toulouse-Lautrec, Gauguin, Cézanne, Utrillo et Picasso dont il achète l'autoportrait Yo Picasso 47,850 millions de dollars en 1989. La Pietà Niarchos, peinte par Le Greco en 1585, est de renommée mondiale.
Cette collection sert de décor aux nombreuses maisons possédées par Stávros Niárchos à travers le monde : New-York, Long Island, Londres, Saint-Moritz, Antibes, Paris, où il restaure pour son usage personnel l'hôtel de Chanaleilles. En 1962, il achète l'île grecque de Spetsopoula, située à 53 miles du Pirée, qu'il garnit de pelouses et équipe des derniers perfectionnements technologiques et moyens de communication.
Son yacht Le Créole, de son temps le plus grand trois-mats privé du monde, est également décoré d'œuvres d'art : le voilier est spécialement équipé pour les préserver de l'air marin. Dans le grand salon de pont, les reportages de l'époque montrent en particulier le portrait de Jane Avril dansant (1893) par Toulouse-Lautrec accroché sur la boiserie de chêne cérusé, au-dessus d'un canapé de velours blanc.

## Les yachts
Stávros Niárchos possédait de nombreux yachts, dont certains, spectaculaires, ont une riche histoire. On peut citer parmi ces yachts :
- Eros (ex White Bitch, ex Jeanry), une goélette classique de 31 mètres dessinée par l'architecte William McMeek et construite en 1939 par les chantiers Brooke Motor Craft Co., Lowestoft, Grande-Bretagne. Niárchos achète ce voilier en 1945 et y reçoit de nombreuses personnalités. Le compositeur Cole Porter en est un hôte régulier[9]. En 1962, l'armateur le met à la disposition du prince Juan Carlos, futur roi d'Espagne et régatier reconnu, et de la princesse Sofía de Grèce qui viennent de se marier. Ils y passent leur lune de miel[10].
- Le Créole (ex Vira) est connu pour être le plus grand trois-mâts privé du monde. Niárchos l'achète en 1948 et le fait entièrement restaurer. Ce voilier de plus de 65 mètres, déployant 2 000 mètres carrés de voilure, a été construit en 1927 par les chantiers Campers & Nicholson, dont c'est alors la plus grande réalisation. Son architecte est Charles Nicholson. Le Créole correspond à la période la plus mondaine de Stávros Niárchos, de nombreuses fêtes y ont été données.

- Mercury (aujourd'hui Brave Challenger) est un caprice sur le modèle des vedettes brave class ultra-rapides de la Royal Navy. Il est réalisé en 1962 à Southampton, Hampshire, par les fournisseurs de la Défense britannique, les chantiers navals Vosper-Thornycroft. Ses 31 mètres de long sont propulsés par trois moteurs Rolls-Royce de 3 500 CV chacun, à une vitesse de 60 nœuds[11]. La consommation dépasse 80 litres par minute[12]. En cinq ans, sa durée de navigation ne dépassera pas une semaine.
- Zolana (aujourd'hui Amazon), ketch classique de 33,3 mètres, construit en 1949 pour le gouvernement suédois par l'architecte Knud Reimers, est acheté en 1966. Ce voilier correspond au mariage avec sa quatrième épouse, Charlotte Ford, et sera revendu dès leur divorce, un an après.
- Atlantis (aujourd'hui Issham al Baher), gigantesque yacht à moteur dessiné par Peter Du Cane et César Pinneau, mesure 115 mètres de long. Il est  construit en 1973 par Hellenic Shipyards, le chantier naval de Niárchos, mais celui-ci s'en sépare très vite. Il devient ensuite la propriété du prince Fahd d'Arabie saoudite qui le rebaptise.
- Atlantis II  est le sister-ship du précédent. Sur le même dessin de De Cane, avec des intérieurs de Pinneau, il est commencé en 1981 sur les chantiers d'Hellenic Shipyards et appartient encore aujourd'hui à la famille Niárchos. En 2010, il occupe la 16e place dans la liste des yachts privés les plus grands du monde. Habituellement à quai à Port Hercule, Monaco, il n'en sort quasiment jamais, sa taille rendant la manœuvre difficile, voire dangereuse pour les infrastructures et les autres bateaux.

## L'écurie de chevaux de course
L'intérêt de Stávros Niárchos pour les courses commence dans les années cinquante en Grande-Bretagne. Dans les années 1970, il achète en France le haras de Fresnay-le-Buffard, à Neuvy-au-Houlme et confie son écurie à l'entraîneur François Boutin dont l'action sera déterminante. Parallèlement, il acquiert aux États-Unis le haras de Oak Tree Farm à Lexington, dans le Kentucky.
Parmi les grands représentants de l'écurie Niárchos, on peut citer Melyno, L'Emigrant, Machiavellian, Hernando, Divine Proportions, Senga, Hector Protector, Shangai, Alpha Centauri ainsi que Kingmambo, devenu par la suite un grand étalon. Ses meilleurs résultats restent ceux de la jument Miesque, lauréate de dix groupes 1 à 2 ans, 3 ans et 4 ans : elle a gagné entre autres le Critérium des Pouliches, la Poule d'Essai des Pouliches, le prix Jacques Le Marois (deux fois), le prix du Moulin de Longchamp en France, le 1000 guinées Stakes en Grande-Bretagne et deux fois consécutives la Breeders' Cup Mile aux États-Unis (1987 et 1988). De plus, Divine Proportions (en 2005) et Senga (en 2017) ont remporté le prestigieux Prix de Diane, disputé sur l'hippodrome de Chantilly, sous les couleurs familiales. La pouliche française Senga, montée par Stéphane Pasquier, a donc offert un quatrième Prix de Diane à la famille Niárchos.
Stávros Niárchos est tête de liste des propriétaires de champions en France deux années successives : 1983 et 1984. Il est à la première place des propriétaires gagnants à trois reprises : 1989, 1993 et 1994. L'écurie et les couleurs Niárchos — casaque bleu marine, croix de Saint-André bleu ciel, manches rayées bleu ciel et marine, toque blanche — courent toujours sur les hippodromes : en 2004, Bago a remporté le prix de l'Arc de Triomphe, épreuve dont avait toujours rêvé Stávros Niárchos de son vivant mais qui lui échappa à chaque fois.

## Mariages et enfants
Stávros Niárchos s'est marié successivement avec :
- Eléni Sporídi, fille de l'amiral Konstantínos Sporídis. Mariage célébré en 1930, divorce prononcé en 1931. Sans postérité.
- Melpoméni Kápari, fille d'un armateur de Syros et veuve d'un diplomate grec[17]. Mariage célébré en 1939, divorce prononcé en 1947. Sans postérité.
- Evgenía Livanoú, née en 1926, fille aînée du magnat de l'armement naval Stávros Livanós (en). Mariage célébré en 1947, divorce prononcé au Mexique en 1965[18]. Décédée en 1970, à l'âge de 44 ans, des suites d'une surdose de barbituriques[19]. Dont quatre enfants :
  - Phílippos Niárchos (en), né en 1954, collectionneur d'art, propriétaire de l'importante collection de peintures paternelle, coprésident de la Fondation Niárchos. Marié en 1984 en troisièmes noces à Victoria Guinness, née en 1960, petite-fille de Loel Guinness. Aujourd'hui divorcés. Dont quatre enfants : Stavros Jr né en 1985 (marié en octobre 2019 à Dacha Joukova, dont : Philip né en 2021), Eugenie née en 1986, Theodorákis "Theo" né en 1991 (marchand d'art) et Electra née en 1995.
  - Spýros Niárchos, né en 1955, coprésident de la Fondation Niárchos. Marié en 1987 à Daphne Guinness, née en 1967. Divorcés en 1999. Dont trois enfants :  Nicolas Stavros né en 1989 (journaliste), Aléxis Spýros "Lex" né en 1991 et Ines Sophia née en 1995. Spýros Niárchos a été le témoin du prince Ernst August de Hanovre lors de son mariage avec la princesse Caroline de Monaco.
  - María Isabélla Niárchos, née en 1959, actuellement éleveur de chevaux, propriétaire de l'écurie Niárchos. Mariée en premières noces à Alix Chevassus, puis en deuxièmes noces à Stéphane Gouazé. Dont deux enfants : Arthur Gouazé et Mia Gouazé.
  - Konstantinos (Constantin) Niárchos, né en 1962, décédé d'une overdose de cocaïne en 1999. Marié en premières noces à la princesse Alessandra Borghese, en secondes noces à l'artiste brésilienne Silvia Martin. Grand sportif, il est le premier Grec à avoir vaincu l'Everest[20]. Sans postérité.
- Charlotte Ford, née en 1946, fille et héritière de Henry Ford II, magnat de l'automobile. Mariage célébré en 1966[21], divorce prononcé l'année suivante, en 1967. Dont un enfant :
  - Elena Ford Niárchos, dite Elena Ford, née en 1966, directrice du marketing de la Ford Motor Company. Mariée en premières noces en 1991 à Stanley Jozef Olender, propriétaire de Stanley O's, une société d'entretien de propriétés. Divorcés et mariée en secondes noces en 1996 à Joseph Daniel Rippolone, plombier, mécanicien et inventeur ; leur mariage défrayat la chronique. Dont six enfants du second mariage. Divorcés en 2008.
- Athiná Livanoú (en), (ex-épouse d'Aristote Onassis, puis ex-épouse de John Spencer-Churchill, marquis de Blandford, futur 11e duc de Marlborough), née en 1929, sœur d'Evgenía Livanoú, précédente troisième femme de Stávros Niárchos[22]. Mariage célébré en 1971. Décédée en 1974, comme sa sœur, d'une surdose de somnifères. Sans postérité.

Pendant son mariage avec Evgenía Livanoú, Stávros Niárchos a entretenu une liaison reconnue avec Pamela Churchill, future Pamela Harriman. De 1970 à sa mort en 1996, sont citées régulièrement de nombreuses autres liaisons.

## La vie mondaine
Stávros Niárchos croise la cafe society de l'époque mêlant altesses, aristocrates et vedettes de la scène. C'est au sein de ce réseau qu'il noue de fortes amitiés, en particulier avec sa compatriote grecque, la future reine d'Espagne, qu'il présente à son fiancé[réf. nécessaire]. Ces enfants grandissent dans cet environnement et se marieront dans ce milieu, avec des membres de prestigieuses familles, comme les Guinness et les Borghese.
Il se marie avec Evgenía Livanoú en 1947 (il n'évoquera quasiment jamais ses deux précédentes unions). Il a alors 38 ans. Evgenía est l'épouse avec laquelle il restera le plus longtemps - jusqu'en 1965 - et qui était la mère de ses quatre premiers enfants. Après leur divorce, il épousera Charlotte Ford dont il divorcera pour se remarier à nouveau avec Evgenía en 1967.
Niarchos couvre son épouse de bijoux, notamment un diamant de 128,5 carats qu'elle est la première à porter : le célèbre diamant Niarchos. Achat suivi d'autres acquisitions très médiatisées, dont la collection d'art Robinson ou de célèbres chevaux de courses. Son écurie, parmi l'une des plus performantes au monde, lui permet de faire courir ses chevaux aux grandes courses hippiques et il est présenté, à une l'une de ces occasions, à la reine Élisabeth II à Ascot.
À partir de 1970, le décès d'Evgenía marque un net déclin : il se désintéresse notamment du Créole sur lequel ils avaient donné tous deux de nombreuses fêtes et ne monte plus à bord. Il entame cependant des liaisons avec des femmes du grand monde.